# Doe Castle
Doe Castle (irisch: Caisleán na dTuath) ist eine Burg an der Sheephaven Bay beim Dorf Creeslough im irischen County Donegal. Ursprünglich war sie eine Festung des Clans Sweeney mit architektonischen Parallelen zu einem schottischen Tower House. Doe Castle wurde im 16. Jahrhundert errichtet und ist eine der besseren Festungen des irischen Nordwestens. Sie ist ein National Monument.

## Geschichte
Hierhin kehrte Eoghan Rua Ó Néill 1642 zurück, um die Ulster Army der irisch-konföderierten Kräfte in den Kriegen der drei Königreiche zu führen.
Im 17. Jahrhundert wechselte die Burg im Kampf der Iren und Engländer um die Vorherrschaft in Irland mehrmals den Besitzer. Man weiß, das Charles Coote, 1. Earl of Mountrath, der Gouverneur von Londonderry, die Burg 1650 in Besitz nahm.
Später kaufte Sir George Vaughan Hart die Burg und lebte dort mit seiner Familie bis 1843.

## Beschreibung
Die Burg liegt auf einer kleinen Halbinsel. Sie ist auf drei Seiten von Wasser umgeben und hat auf der Landseite einen in den Fels geschlagenen Graben. Die Anlage besteht aus meist hohen Außenmauern um eine innere Einfriedung, in der ein vierstöckiges Tower House steht.

## Sonstiges
Der irische Sänger Brian McFadden hielt 2001 auf der Burg um die Hand seiner (heutigen Ex-)Frau, Kerry Katona an. An dieser Stelle hatte ebenfalls sein Großvater um die Hand der Großmutter angehalten.